# Mark Borisovič Markov-Grinberg
Mark Borisovič Markov-Grinberg (7. listopadu 1907, Rostov na Donu – 1. listopadu 2006, Moskva) byl sovětský fotograf, výtvarný fotograf a fotoreportér zpravodajské agentury TASS.

## Životopis
V roce 1925 se stal fotoreportérem rostovských novin Sovětskij Jug a nezávislým korespondentem časopisu Ogoňok. V roce 1926 se přestěhoval do Moskvy. Pracoval pro časopis Směna.
V roce 1938 byl pozván do agentury TASS. Fotografie byly publikovány v časopise SSSR na strojke.
Od prvních dnů druhé světové války působil na frontě, od roku 1943 pracoval jako fotoreportér novin Slovo bojca. Po válce sloužil v hodnosti kapitána jako fotoreportér pro Krasnoarmějskaja Iljustrovannaja gazeta.
V 50. letech pracoval jako fotograf ve vydavatelství VDNCH a v časopise Klub i chudožestvěnnaja samodějatělnosť.
Účastnil se mnoha sovětských i zahraničních výstav fotografií. Jeho díla byla představena v Austrálii, Německu, Francii, Anglii, Itálii, Nizozemsku, Dánsku, Portugalsku, Jugoslávii, Singapuru, Maďarsku, Rumunsku, Polsku a dalších zemích.
Byl čestným členem Svazu ruských fotografů.
Mark Borisovič Markov-Grinberg se o pouhý rok nedožil svých sto let. Je pohřben v Moskvě na Nikolo-Archandělskom hřbitově.

## Výstavy
- Samostatná výstava Marka Markov-Grinberga věnovaná 90. výročí jeho narození. Fotocentrum Svazu novinářů, 1997
- Samostatná výstava v galerii „Fotosojuz“ (Moskva) 2001
- Samostatná výstava v rámci mezinárodního festivalu „Visa pour l'image“ 2002, Perpignan, Francie.
- Samostatná výstava věnovaná u výročí 95. narozenin. Moskevský dům fotografie, 2002
- Samostatná výstava Marka Borisoviče Markov-Grinberga věnovaná 100. výročí jeho narození, galerie FotoSojuz, 2007
- Samostatná výstava Marka Borisoviče Markov-Grinberga „Sovětská éra Markov-Grinberga“, Centrum fotografie bratří Lumierů, 2012

## Publikace v knihách
- PROPAGANDA & DREAMS, vyd. Stemmle 1999 ISBN 3-908161-80-0

## Ocenění
- Čestné ocenění festivalu – medaile starosty města Perpignan 2002